# SUM-Kalina
SUM-Kalina – samobieżny ustawiacz min zbudowany na podwoziu ciągnika artyleryjskiego MTS.
W latach 80. polskie i wschodnioniemieckie ośrodki konstrukcyjne rozpoczęły wspólne prace nad samobieżnym ustawiaczem min. Strona polska miała opracować pojazd bazowy, wschodnioniemiecka urządzenie minujące wraz z układami sterującymi. Pierwszy model urządzenia był gotowy w 1989 roku i w tym samym roku przeprowadzono jego próby. Po zjednoczeniu Niemiec OBRUM Gliwice przejął dokumentację konstrukcyjną opracowaną w NRD i samodzielnie zakończył prace przy udziale Wojskowego Instytutu Techniki Inżynieryjnej.
Skonstruowany pojazd był oparty na podwoziu i kadłubie ciągnika artyleryjskiego MTS i po  jego modernizacji jako SPG-1M. Kadłub wykonany jest z blach pancernych chroniących przed ostrzałem pociskami kalibru 7,62 mm. W prawej przedniej części kadłuba znajduje się przedział silnikowy mieszczący silnik wysokoprężny W46-2S1 (S12-K). W lewej przedniej części kadłuba znajduje się przedział kierowania, w którym znajdują się fotele mechanika-kierowcy i dowódcy wozu. Pozostałą część kadłuba zajmuje przedział ładunkowy mieszczący dwa magazyny minowe o pojemności 125 min każdy. Magazyny minowe są wkładane do pojazdu przy pomocy żurawia o udźwigu 2,8 t zamocowanego w górnej-tylnej części pojazdu. Do tylnej części pojazdu przymocowane jest urządzenie minujące. SUM-Kalina może układać miny niemaskowane (z prędkością 6-20 km/h), maskowane (przy prędkości 6-10 km/h), a także w wodzie o głębokości do 0,9 m (z prędkością 6 km/h). Miny mogą być układane co 4–12 m (skok co 2 m). Ustawiacz może współpracować z minami przeciwpancernymi TM-62M, TM-62P i MPP-B z zapalnikami naciskowymi MWcz-62 oraz niekontaktowymi typu ZN97
Na uzbrojenie Wojska Polskiego weszła nieznaczna liczba pojazdów SUM, ok. 3 sztuk. Do 2015 roku zostały wycofane.